# Marinci, Croația
Marinci (în maghiară Marinca, în sârbă Maринси) este un sat în estul Slavoniei, municipalitatea Nuštar, Cantonul Vukovar-Srijem, Croația. Este localizat relativ aproape de malul Dunării, lângă granița cu Serbia, pe drumul 55, care face legătura între orașele Vukovar și Vinkovci. Conform recensământului din 2001, satul Marinci are o populație de 796 de persoane, care locuiesc în 233 de gospodării. Majoritatea populației este de etnie maghiară.

## Istoric
În 1991, satul Marinci a fost ocupat de Armata Populară Iugoslavă, care a tăiat astfel orice legătură între orașul Vukovar și restul Croației, în timpul asediului Vukovarului.

### Evoluția demografică
- Sursa: Republika Hrvatska - Državni Zavod za Statistiku